# Burgos (Naxos)
Burgos era un asentamiento compuesto por burgueses y gente que se dedicaba a actividades distintas de la agricultura al norte - noroeste de la ciudad de Naxos en la isla de mismo nombre. 

## Puertas
Burgos estaba delimitado por tres puertas: la Puerta de Gialos, Exoburgo, donde están las iglesias de Profitis Ílias y el Portal Hebraico. Tras la construcción de esta última, los hebreos comenzaron a asentarse en la isla. Todos los caminos y calles lleven a Kastro. Cuando fue construida no tenía contacto con el mar, pero actualmente el mar llega hasta lo que era Burgos.

## Edificios
El monasterio católico costero San Antonio Abad, cerca de Grotta, donación de la duquesa Francesca Crispo a los Caballeros de San Juan de Rodas, hoy se encuentra en lo que fue Burgos. Actualmente, Burgos cuenta con muchas calles y callejuelas estrechas, callejones sin salida y sobre todo, muchos balcones. El plano de la ciudad  era complejo, para protegerse de los ataques de los piratas o invasores en la isla. La plaza Panagiá tou Christou (Virgen de Cristo) se consideraba el centro de la ciudad, mientras que en la Puerta de Gialos había distintas tiendas y almacenes. En sus inicios no existía un plan de construcción concreto, aunque esto permitió a sus habitantes que algunos de ellos tuvieran vistas al mar, adonde condicen hoy en día todas sus calles.

## Iglesias
Burgos estaba llena de iglesias. En la Catedral Ortodoxa pueden verse imágenes de la época otomana y un Evangelio que, según la tradición, lo donó Catalina la Grande de Rusia.  La Catedral fue construida sobre las ruinas una iglesia más pequeña, la de “Zoodocho Pigis” (Fuente de Vida), y tomó su forma actual entre 1780 y 1787, cuando el Obispo Metropolitano de Paronaxia era el Neófito Lachovaris. En la edificación se utilizaron materiales de templos y edificios antiguos. Se dice que sus columnas enteras de granito fueron transportadas de las ruinas de Delos. Aparte de las iglesias antes mencionadas, en la población histórica de Burgos también estaban las iglesias de Agios Ioannis, Agios Panteleimonas, Agia Paraskevi, Taxiarchi, Chrisopolitissa, Agia Sofía y Virgen de las Nieves, siendo esta última católica La Catedral Sfageia es ahora una biblioteca infantil. Funtana (del italiano Fontana), de donde sacaban agua los habitantes, hacía las veces de mercado de la ciudad. Éste disponía de cuatro galerías con fachada de mármols. La Catedral se ha convertido en un parque arqueológico.